# Lars Lindblad
Lars Lindblad foi um político sueco, do Partido Moderado.

Nasceu em 1971, na Suécia.

Foi deputado do Parlamento da Suécia - o Riksdagen, no periodo  1998-2010 .

Foi líder do grupo parlamentar do seu partido no periodo  2006-2010.

Abandonou a política em 2010.